# Гарсия, Йорданис
Йорданис Гарсия Баррисонте (исп. Yordanis García Barrisonte; род. 21 ноября 1988, Пинар-дель-Рио) — кубинский легкоатлет, специалист по многоборьям. Выступал за сборную Кубы по лёгкой атлетике в 2005—2016 годах, серебряный и бронзовый призёр Панамериканских игр, чемпион Игр Центральной Америки и Карибского бассейна, участник трёх летних Олимпийских игр.

## Биография
Йорданис Гарсия родился 21 ноября 1988 года в муниципалитете Сан-Хуан-и-Мартинес провинции Пинар-дель-Рио.
Впервые заявил о себе в лёгкой атлетике на международном уровне в сезоне 2005 года, когда вошёл в состав кубинской национальной сборной и выступил на юношеском мировом первенстве в Марракеше — превзошёл здесь всех соперников в программе восьмиборья, завоевав золотую медаль.
В 2006 году стал серебряным призёром в десятиборье на юниорском мировом первенстве в Пекине, уступив только россиянину Аркадию Васильеву.
В 2007 году побывал на Панамериканских играх в Рио-де-Жанейро, откуда привёз ещё одну награду серебряного достоинства, выигранную в десятиборье — здесь его обошёл представитель Ямайки Морис Смит. При этом на чемпионате мира в Осаке показал в той же дисциплине восьмой результат.
Благодаря череде удачных выступлений удостоился права защищать честь страны на летних Олимпийских играх 2008 года в Пекине — набрал в сумме всех дисциплин десятиборья 7992 очка, расположившись в итоговом протоколе соревнований на 15-й строке (впоследствии в связи с дисквалификацией Александра Погорелова поднялся на 14-е место).
В 2009 году с результатом в 8387 очков был восьмым на чемпионате мира в Берлине.
В 2011 году на чемпионате мира в Тэгу досрочно завершил выступление и не показал никакого результата, тогда как на Панамериканских играх в Гвадалахаре взял в десятиборье бронзу.
В 2012 году стал седьмым в семиборье на чемпионате мира в помещении в Стамбуле, с результатом в 7956 очков занял 14-е место на Олимпийских играх в Лондоне.
После лондонской Олимпиады Гарсия остался в составе легкоатлетической команды Кубы на ещё один олимпийский цикл и продолжил принимать участие в крупнейших международных стартах. Так, в 2013, 2014 и 2015 годах он трижды подряд выигрывал Панамериканский кубок по многоборьям. Помимо этого, одержал победу на Играх Центральной Америки и Карибского бассейна в Веракрусе, стал пятым на Панамериканских играх в Торонто, выступил на чемпионате мира в Пекине.
Находясь в числе лидеров кубинской национальной сборной, благополучно прошёл отбор на Олимпийские игры 2016 года в Рио-де-Жанейро — на сей раз набрал в сумме всех дисциплин десятиборья 7961 очко и занял итоговое 18-е место.